# Aqushela
Aqushela est un réservoir qui se trouve dans le woreda d’Abergele au Tigré en Éthiopie. Le barrage a été construit en 1999 par REST.

## Caractéristiques du barrage
- Hauteur: 11,5 mètres
- Longueur de la crête: 456 mètres
- Largeur du déversoir: 16 mètres

## Capacité
- Capacité d’origine : 810 000 m3
- Tranche non-vidangeable : 121 500 m3
- Superficie : 20,5 ha

Ce sont les valeurs planifiées. En pratique, les eaux du bassin sont insuffisants pour remplir le barrage, qui sert uniquement comme étang pour le bétail.

## Irrigation
- Périmètre irrigué planifié: 50 ha
- Aire irriguée réellement en 2002: 0 ha

## Environnement
Le bassin versant du réservoir a une superficie de 13,5 km2. La lithologie du bassin est composée de roches métamorphiques précambriennes.  Les principaux sols sont le Calcisol, le Leptosol, et un peu de Fluvisol et Vertisol.